# باب براونینگ
باب براونینگ (انگلیسی: Bob Browning; ۲۴ ژوئن ۱۸۸۸ – ۱۶ فوریهٔ ۱۹۴۹) بازیکن فوتبال اهل بریتانیا بود.
از باشگاه‌هایی که در آن بازی کرده‌است می‌توان به باشگاه فوتبال برنتفورد، باشگاه فوتبال کویینز پارک رنجرز، و باشگاه فوتبال ساوت‌همپتون اشاره کرد.